# Conde de Atalaia

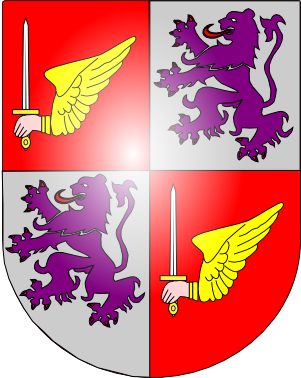
Armas dos Manoel, condes de Atalaia em 1583

Conde de Atalaia é um título de nobreza de Portugal criado a primeira vez pelo rei D. Afonso V, em 21 de dezembro de 1466, a favor de D. Pedro de Melo, já senhor da Castanheira, Povos e Cheleiros e recebendo em vida, na concessão do titulo, as vilas de Atalaia e Asseiceira; e a segunda vez, em 17 de Julho de 1583, pelo rei D. Filipe I de Portugal a favor de D. Francisco Manoel de Ataíde.

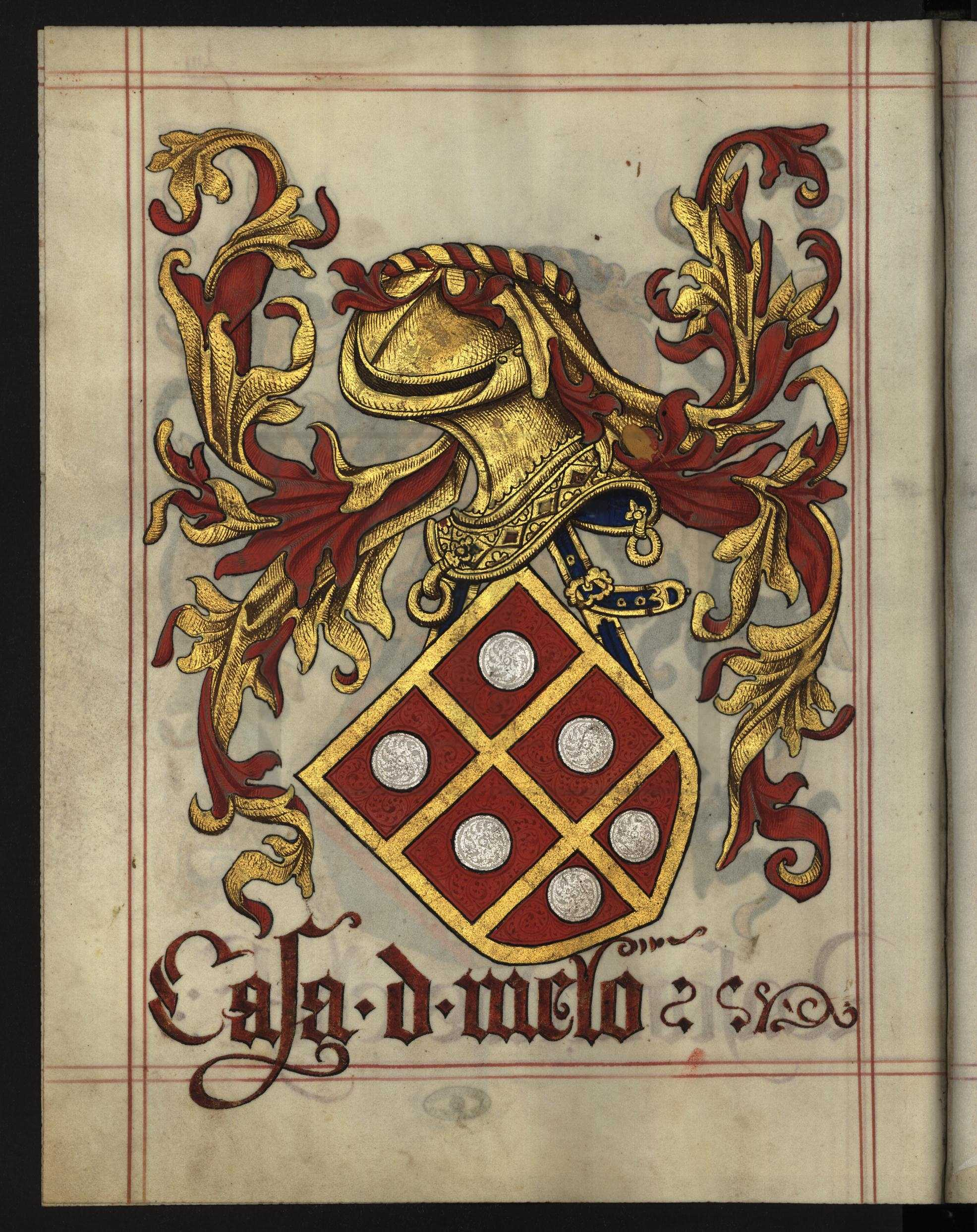
Armas dos Melo, que foram condes da Atalaia (1.ª criação) em 1466

## Condes de Atalaia
1. D. Pedro Vaz de Melo (c. 1400 - 24.08.1478)[1]
2. D. Francisco Manuel de Ataíde (1565-1624)
3. D. Pedro Manuel de Ataíde (?-1624-1628)
4. D. António Manuel de Ataíde (?-1628-1643)
5. D. Luís Manuel de Távora (1646-?-1706)
6. D. Pedro Manuel de Ataíde (1665-1706-1722)
7. D. João Manuel de Noronha, feito 1.º marquês de Tancos (1679-1722-1761)
8. D. Constança Manuel, 2.ª marquesa e duquesa de Tancos (1700-1761-1791)
9. D. Domingas Manuel de Noronha, 3.ª marquesa de Tancos (1753-1791-1827)
10. D. Duarte Manuel de Meneses e Noronha, 4.º marquês de Tancos (1775-1827-1833)
11. D. António Manuel de Noronha (1803-1833-1886)
12. D. Duarte Manuel de Meneses e Noronha, 5.º marquês de Tancos (1827-1833-1906)
13. D. Diogo Manuel de Noronha, 6.º marquês de Tancos (1859-1906-1929)

Após a implementação da República e o fim do sistema nobiliárquico, tornaram-se pretendentes ao título D. Duarte Bernardo Baltazar Manuel, D. Diogo de Sousa Holstein Manuel e D. Luís Joaquim d'Orey Manuel.